# Le Châtelier
 Le Châtelier  ist eine französische Gemeinde mit 63 Einwohnern (Stand 1. Januar 2022) im Département Marne in der Region Grand Est. Sie gehört zum Arrondissement Châlons-en-Champagne und zum Kanton Argonne Suippe et Vesle. Der Ort liegt am Fluss Varenne, an der südwestlichen Gemeindegrenze verläuft  verläuft sein Zufluss Halouze.

## Bevölkerungsentwicklung
| Jahr      | 1962 | 1968 | 1975 | 1982 | 1990 | 1999 | 2008 | 2018 |
| Einwohner | 120  | 110  | 92   | 87   | 79   | 88   | 58   | 62   |